# Davorin Kračun
Davorin Kračun, slovenski politik, poslanec, diplomat in ekonomist, * 31. oktober 1950.

## Življenjepis
Dr. Davorin Kračun se je rodil v Mariboru 31. oktobra 1950. Univerzitetno diplomo s področja ekonomije je prejel v Mariboru leta 1974, magisterij (1978) in doktorat (1981) s področja ekonomskih znanosti pa na Univerzi v Zagrebu.
S poučevanjem in znanstvenim raziskovanjem na področju ekonomije je pričel leta 1974 na Visoki ekonomsko-komercialni šoli (sedaj Ekonomsko-poslovna fakulteta Univerze v Mariboru) kot asistent. Leta 1982 je bil tam izvoljen v naziv docenta, 1987 izrednega profesorja in 1995 v naziv rednega profesorja. V letih 1983-87 je bil prodekan fakultete.
Profesor Kračun je bil v Vladi Republike Slovenije minister za zunanje zadeve (1996-97), minister za ekonomske odnose in razvoj in podpredsednik Vlade (1993-95) ter minister za planiranje (1992-93). Med drugim je bil tudi predsednik ekonomskega sveta Vlade (1995-97), član sveta Narodne banke Slovenije (1986-91) in član upravnega odbora Gospodarske zbornice Slovenije (1988-92).
V letih 1997-2000 je bil predsednik nadzornega sveta Nove kreditne banke Maribor in družbe Terme Maribor. V letih 2000-04 je bil izredni in pooblaščeni veleposlanik Republike Slovenije v Združenih državah Amerike in Mehiki. Po vrnitvi v domovino se je ponovno zaposlil na Ekonomsko-poslovni fakulteti Univerze v Mariboru kot profesor za področje ekonomske teorije in politike in predstojnik katedre za politično ekonomijo.
Njegovo bibliografijo sestavlja preko 400 vpisov (COBISS), med katerimi so znanstveni in strokovni članki in monografije, univerzitetni učbeniki, raziskovalna poročila, prispevki na konferencah, diskusije in komentarji. Profesor dr. Kračun je bil tudi avtor in gostitelj izobraževalne serije na nacionalni televiziji. Bil je tudi med ustanovitelji Instituta za ekonomsko diagnozo in prognozo.
Je nečak karikaturista Boža Kosa (1931-2009) in jezuitskega misijonarja, pesnika in profesorja na Japonskem Vladimirja Kosa (1924-2022). 